# Trichaptum sector
Trichaptum sector är en svampart som först beskrevs av Christian Gottfried Ehrenberg, och fick sitt nu gällande namn av Kreisel 1971. Trichaptum sector ingår i släktet Trichaptum och familjen Polyporaceae.   Inga underarter finns listade i Catalogue of Life.